# Vladimír Balaš
Vladimír Balaš (* 20. dubna 1959 Prostějov) je český právník a vysokoškolský učitel. Od června 2022 do května 2023 byl ministrem školství, mládeže a tělovýchovy ve vládě Petra Fialy, od října 2021 poslanec Poslanecké sněmovny PČR, člen hnutí STAN. Zabývá se ústavním právem a mezinárodním právem veřejným.

## Život
Působí na Katedře mezinárodního práva Právnické fakulty Univerzity Karlovy v Praze. Dříve působil na Policejní akademii České republiky v Praze a Fakultě právnické Západočeské univerzity v Plzni, kde byl v letech 1993–1999 děkanem. V letech 1994–2002 působil též jako ředitel Ústav státu a práva Akademie věd České republiky. Jeho pracovní působení do sametové revoluce v roce 1989 zhodnotil aktivista John Bok kriticky. Zabývá se mezinárodním právem veřejným a srovnávacím právem ústavním. Publikoval např. Právo mezinárodních smluv (s P. Šturmou a Č. Čepelkou 2011), Kurs mezinárodního ekonomického práva (s P. Šturmou, 2013) a Srovnávací ústavní právo (s J. Blahožem a K. Klímou, 2015). V akademickém roce 2021/2022 vyučoval mimo jiné předměty „Mezinárodní právo veřejné I“, „Mezinárodní právo veřejné II“ či „Mezinárodní řešení sporů“. V červnu 2022 byl na Univerzitě Karlově jmenován profesorem pro obor mezinárodní právo.
Mezinárodním ekonomickým právem se intenzivně zabývá od 90. let 20. století. Mezi jeho poslední publikace patří příspěvek o přezkumu rozhodčího nálezu v mezinárodních investičních sporech v Oxford Handbook on the International Law of Foreign Investments publikovaný v Oxford University Press. Investičními spory se zabývá nejen teoreticky, ale i prakticky. Českou republiku zastupuje a zastupoval ve dvou investičních sporech a jako co-counsel zastupuje v dalších investičních sporech i Slovensko. Je členem Stálého rozhodčího soudu v Haagu a členem panelu rozhodců ICSID. Jako právní zástupce a rozhodce se zabývá řešením obchodních sporů a mezinárodních obchodních sporů podle (RS HK ČR a AK ČR, ICC, UNCITRAL). Od roku 2017 je místopředsedou RS HK ČR a AK ČR.
Českou republiku zastupoval po dvě funkční období v Committee for Constitutional and Legal matters FAO.

## Politická angažovanost
V komunálních volbách v roce 1994 byl lídrem kandidátky ODS a byl zvolen jako nestraník za ODS do Zastupitelstva města Plzně.
Ve volbách do Senátu PČR v roce 2014 kandidoval za TOP 09 a STAN v obvodu č. 21 – Praha 5. Se ziskem 13,87 % hlasů skončil na 4. místě a nepostoupil do druhého kola. Kandidoval také jako nestraník za hnutí STAN v komunálních volbách v roce 2014 do Zastupitelstva hlavního města Prahy, a to za subjekt „TROJKOALICE SZ, KDU-ČSL, STAN“, ale neuspěl. Byl však zvolen zastupitelem městské části Praha 6, a to jako nestraník za hnutí STAN. Ve volbách v roce 2018 obhajoval post zastupitele městské části (již jako člen hnutí STAN, do Zastupitelstva hlavního města Prahy již nekandidoval), ale neuspěl.
Ve volbách do Poslanecké sněmovny PČR v roce 2017 kandidoval již jako člen hnutí STAN na 4. místě kandidátky v Praze, ale neuspěl. Ve volbách do Poslanecké sněmovny PČR v roce 2021 kandidoval jako člen hnutí STAN na 7. místě kandidátky koalice Piráti a Starostové v Praze. Vlivem preferenčních hlasů však nakonec skončil třetí, a byl tak zvolen poslancem.
Dne 29. června 2022 byl Balaš jmenován ministrem školství, mládeže a tělovýchovy ČR. Ve vládě Petra Fialy tak nahradil odcházejícího Petra Gazdíka. V dubnu 2023 oznámil svůj konec ve funkci ministra školství kvůli zdravotním důvodům, prezident Petr Pavel jeho rezignaci přijal k 4. květnu 2023. Ve funkci ho nahradil dosavadní ministr pro evropské záležitosti Mikuláš Bek.
Ve volbách do Poslanecké sněmovny PČR v roce 2025 kandiduje na 7. místě kandidátky hnutí STAN v Praze.